# Salgótarján tömegközlekedése
Salgótarján tömegközlekedését 2019. október 1. óta a Volánbusz üzemelteti (a KMKK Középkelet-magyarországi Közlekedési Központ, azt megelőzően a Nógrád Volán jogutódjaként) a város önkormányzatával kötött megállapodás értelmében.
Jelenleg az autóbusz-közlekedés a meghatározó, amely az 1950-es évek közepén indult be a városban, de az 1960-as évekig a város és környékét behálózó keskeny nyomtávú bányavasút-hálózaton is folyt polgári személyszállítás.

## A város tömegközlekedésének története

### A bányavasutak idején
Salgótarján környékét az 1870-es évektől egészen az 1970-es évek elejéig, mintegy száz éven keresztül, keskeny nyomtávú vasútvonalak hálózták be. Ezen vonalakon nem csak a bányákból kiaknázott nyersanyagokat szállítottak, itt bonyolították le a bányai eszközök, szerszámok szállítását, a települések élelmiszer ellátását, valamint, kezdetben a munkások, később pedig a polgári lakosság szállítását.
Az iparvágányok kiépítése az 1860-as évek végén kezdődtek meg. 1871–1872-ben helyezték üzembe a Zagyvai-rakodó–Inászó közötti 790 mm nyomtávolságú keskeny nyomközű vasutat, amit 1890-ben hosszabbítottak meg Székvölgyig. Kezdetben két gőzmozdony dolgozott a vonalon, de 1892-be Inászón megnyitottak egy, 14 gőzös befogadására alkalmas fűtőházat. 1893-ra kétvágányúsították a Vízválasztó–Zagyvai-rakodó közötti vonalszakaszt.
1912 és 1919 között a Zagyvai-rakodó és a Somlyóbányai Teréztáró között épült ki egy újabb szárnyvonal. A vonalon három alagút és egy völgyhíd épült.
A hálózat további bővítése 1898-ban, a Salgótarján–Baglyasalja–Zagyvapálalva vonalat. Ezen vonalból 1924-ben új kiágazást építettek Etes–Rau-akna, Karancsalja, Karancslapujtő, Karancskeszi–Jenő-akna útvonalon, 1938-ban pedig egy másik szárnyvonalat a József-lejtősaknáig. 1941-ben pedig egy másik nyomvonal is épült ami Zagyvapálfalváról indult és a Rau-akna magasságában csatlakozott a baglyasi ághoz.
1941-ben kiépült egy újabb vonal amely a Zagyvai-rakodótól indult és a zagyvapálfalvai vonalba csatlakozott bele. A 2,5 km hosszú vonal 1823 méter hosszan alagútban haladt. Az alagút egyik kijárata nagyjából a Zagyvai-rakodó után volt, míg a másik a Vásártéri lakótelep környékén, az Alagút utcában volt található. A szakasz kiépítésével a Rau-aknától, egészen Inászóig és Székvölgyig lehetett közlekedni.
A vonalakat 1942-ben villamosították, 1954-ben a Közlekedési és Postaügyi Minisztérium felülvizsgálata után biztonsági módosításokat, és rekonstrukciókat tartottak a vonalakon. Több híd és alagút átépítését, ívkorrekciókat, a személyszállító kocsikba vészfékek felszerelését javasolták, de csak útátjáró jelzőket és ún. síposzlopokat tudtak kiépíteni.
Az ingyenes polgári szállítást, az autóbusz-közlekedés feltételeinek megteremtődése után, az 1960-as évek elején megszüntették. 1964-ben a Salgótarján – Zagyvapálfalva, 1969-ben pedig a város alatti vonalat is megszüntették. Az alagutak bejáratait az 1980-as évek elején befalazták, sok helyen a járatokat beomlasztották, A Teréztárói vonal esetén a völgyet, meddővel, salakkal, különböző törmelékekkel töltötték fel, a völgyhíddal együtt eltemették. A hídból ma már semmi sem látszik. A Zagyvai-rakodó és az Ötvözetgyár között megmaradt vonalszakasz egészen 1974-ig üzemelt.

### Az autóbuszközlekedés elindulása
Salgótarjánban 1955.július 1-jén indította el a MÁVAUT salgótarjáni üzeme az első helyi járati autóbuszt Zagyvaróna és Baglyasalja között (a mai 14-es busz elődjét). Az új járatra kezdetben sok panasz érkezett, a folyamatos késések és járatkimaradások miatt, ám a MÁVAUT ezen problémákat később orvosolta. Az elkövetkezendő években több új járat is beindult, 1957-ben Salgóbányára indult buszjárat, valamint az évtized végén szintén helyi járat indult Zagyvapálfalvára, és a Csizmadiatelep – Sebajitelep útvonalon is elindultak a buszok.
Az első helyi járati buszvégállomás a Fő téren a régi belvárosi vasútállomással szemben helyezkedett el, ahonnét 1976-ban költözött el az új helyközi autóbusz-állomás megnyitásakor.
Az 1970-es években több új járat is indult. Az évtized első felében bekapcsolták a tömegközlekedésbe a Kemerovó-lakótelepet (7, 7A) és a Schulek Frigyes utat (ma: Szerpentin út, 8), kettészedték a 6-os viszonylatot, a déli, Csizmadiatelepi szakasza a 2-es számot kapta. A Zagyvaróna–Baglyasalja járat is szintén ekkor lett részben kettészedve (1, 4, 14). 1976-ban a 21-es főút tehermentesítő útjának első szakaszának, és az új helyi és helyközi autóbusz-állomás átadása után két új buszjárat indult Zagyvapálfalvára körjáratban, 3A és 3Y jelzéssel.
A 2 számú Volán vállalat, az 1970-es években a helyi járatra több, Csehszlovákiából használtan beszerzett Škoda-Karosa SM11-es buszokat szerzett be.

### Az 1980-as évektől a rendszerváltásig
1981-ben újabb változások történtek a helyi járaton. Bevezették a munkásjáratokon a dupla viteldíjat, illetve, hogy a járatok bizonyos megállók között nem állnak meg. Az M4-es helyett M6A jelzéssel indult új járat, a Beszterce-lakótelepre pedig a délutáni csúcsidőben 6G jelzéssel indult új buszjárat.
1988-ban egy újabb hálózati átszervezés történt. Az addigi helyi járati autóbusz állomás ugyanis útban volt a 21-es főút tehermentesítő útjának további szakaszának. Ezért két új buszvégállomás is épült. Az egyik állandó jellegű, a másik pedig egy ideiglenes buszforduló volt. Előbbit Déli decentrum, utóbbit Északi forduló névvel látták el. Az Északi forduló ideiglenes jellegét az adta, hogy távlati tervben szerepelt, hogy a buszok a későbbiekben majd vagy a Déli decentrumból, vagy egy új helyre telepített másik "északi fordulóból" indulnak, "megfelezett" arányban (a déli irányú buszok az északiból, az északi irányúak a déliből).  A Déli decentrum ugyan végleges buszvégállomásnak épült, de legtöbb busz továbbra is az "északiból" indult a "déli" 6 viszonylat végállomása volt. A salgóbányai, somoskői és somoskőújfalui buszok továbbra is a Helyközi autóbusz-állomásról indultak, helyi járati mivoltuk ellenére is.
| Helyi járati autóbuszok végállomásai 1988.10.01-től                            | Helyi járati autóbuszok végállomásai 1988.10.01-től | Helyi járati autóbuszok végállomásai 1988.10.01-től | Helyi járati autóbuszok végállomásai 1988.10.01-től |
| Északi forduló                                                                 | Déli decentrum                                      | Helyközi autóbusz-állomás                           | Egyik sem                                           |
| ------------------------------------------------------------------------------ | --------------------------------------------------- | --------------------------------------------------- | --------------------------------------------------- |
| 1, 2, 2A, 2T, 3A, 3C, 3D, 3E, 3G, 3Y, 4, 5, 6, 6G, 7, 7A, 8, 9, 9A, 9B, 9C, 10 | 3, 3B, 3D, 4B, 37                                   | 11, 11A, 11B                                        | 13, 13A, 31, 36, 61, 63, 70, 71                     |

Ugyanebben az évben a buszsofőrök egymás és a diszpécserek közötti könnyebb kommunikáció megoldására az autóbuszokat CB-rádiókkal látták el, az esetleges üzemzavar, vagy bármi más egyéb probléma könnyebb kezelhetősége érdekében. A diszpécserközpontot az újonnan épült Déli decentrumban helyezték el.

### Az 1990-es évektől napjainkig
1992 és 1998 között a Nógrád Volán folyamatosan szerzett be a Malévtől használt Ikarus 280.15 és 280.51 típusjelű autóbuszokat. Szintén a 90-es évek elején állt a cégnél forgalomba az Ikarus 435-ös két prototípusa, két első szériás és egy eredetileg Csehszlovákia részére legyártott LIAZ motoros, manuális váltós Ikarus 415-ös, és az egyetlen Ikarus 436-os. A felsorolt járművek közül 2016-ban már csak a prototípus 435-ök közlekednek a városban, a manuális váltós 415-ös pedig átépítés után átkerült a balassagyarmati helyközi vonalakra. 1995-től szolgál a cégnél az ország két egyetlen Ikarus 411-se, amiből ma már csak a prototípus közlekedik, illetve az egyetlen Magyarországon futó Ikarus 480-as amely eredetileg görög exportra készült 1993-ban.
1998-ban, a pozsonyi tesztüzem után kapta meg a cég az egyetlen állómotoros Ikarus 417-est, 3 darab használt Ikarus 260-ast szerzett be Kaposvárról, és 3 darab Ikarus 280.08 típusjelű autóbuszt Szlovákiából.
Az 1990-es években a legfontosabb változás, 1997-ben történt amikor a járathálózaton és a menetrenden újabb jelentős mértékű átalakítás zajlott le. Az Északi fordulót felszámolták és a Déli decentrumot nevezték ki az új, egységes helyi járati autóbusz-állomássá. A járatok nagy része megszűnt, illetve összevonásra került. A járathálózaton az akkori módosítás óta, nem történt komolyabb változás, pár járat megszüntetésén, és újabb járatok bevezetésén kívül. Az Észak forduló helyén álló telket a város önkormányzata eladta, az üresen álló telekre 1999-re a Penny Market húzta fel salgótarjáni üzletét.
Az utazóközönség számának csökkenése miatt a 2000-es évek elejétől fokozatosan egyre kevesebb buszjárat közlekedik a városban.
2001-ben a Nógrád Volán 5 darab új Rába Contact 092 típusú autóbuszt szerzett be. A busz ugyan Rába Contact 092-ként lett levizsgáztatva (mivel a város eredetileg helyközi kivitelű kocsikat rendelt volna), de a busz maga teljesen megegyezik, a Rába Premier 091-gyel.

## Járműpark

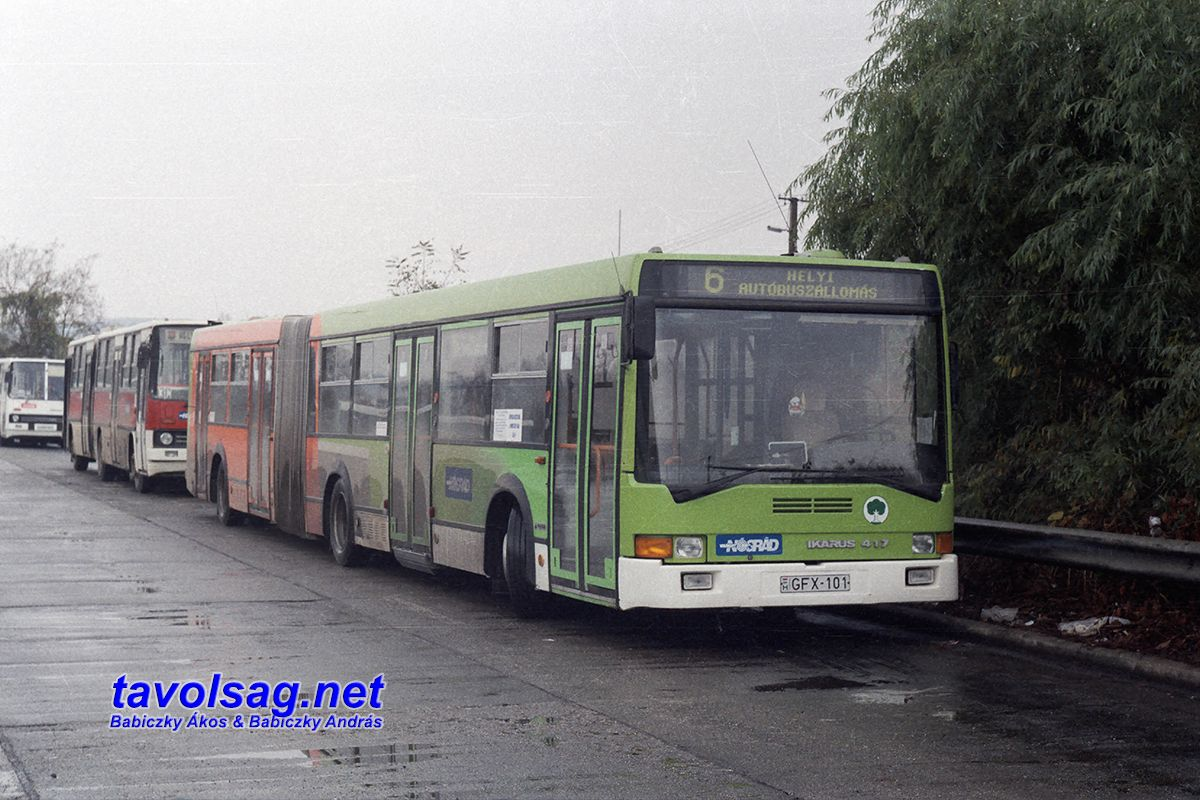
Az Ikarus 417 prototípusa, a Helyi autóbusz-állomáson

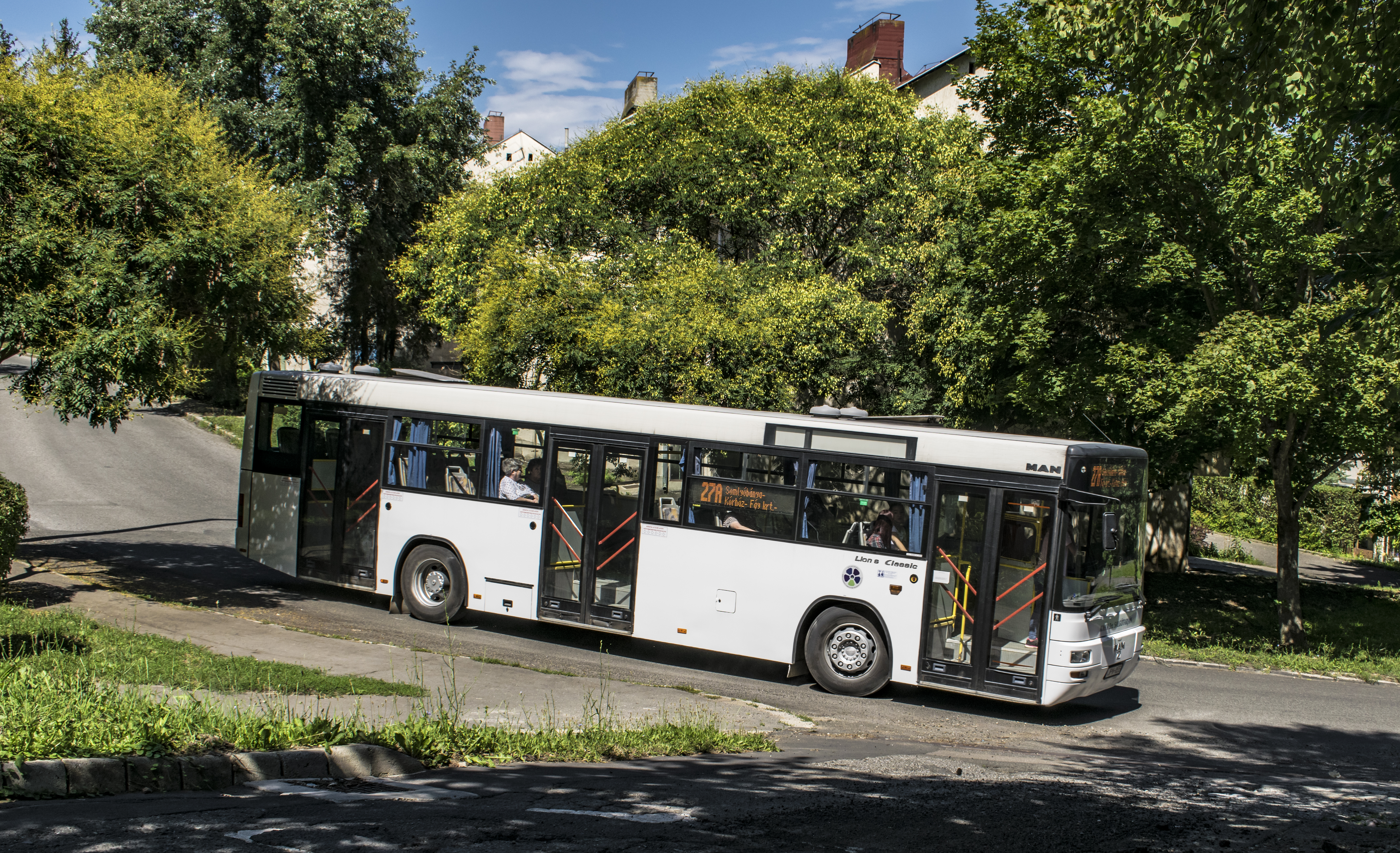
MAN SL 223 a 27A jelzésű viszonylaton

Salgótarján helyi járatait a Volánbusz 14 csuklós és 27 szóló busszal szolgálja ki. továbbá a járműpark része a város önkormányzatának tulajdonában álló BYD K9U elektromos busz, mely üzemeltetését a Volánbusz végzi. A flotta átlagéletkora 17,3 év (2021), és a háromnegyede akadálymentesített.
Szóló járművek
- 16 darab Alfa Localo alacsony belépésű városi autóbusz (2007–2008) (KTK-390, 391, 392, 393, 394, 395, 396, 398, 399, 402, 403 KXM-046, 048, 049, 050, 053)
- 3 darab Volvo 7700 városi autóbusz (2007) (KPN-485, 486, 487)
- 7 darab MAN Lion’s City városi-elővárosi autóbusz (2014) (MRZ-351, 359, 376, 377, 397 MRP-084)
- 1 darab BYD K9U elektromos városi autóbusz (2017) (PUL-332)

Csuklós járművek
- 2 darab Volvo 7000A városi csuklós autóbusz (2003) (JOX-714, 715)
- 9 darab Volvo 7700A városi csuklós autóbusz (2007-2008) (KNL-240, 241, 243, 244, 245 KST-565 KSU-075 KXH-604, 605)
- 3 darab Volvo 7900A városi-elővárosi csuklós autóbusz (2014) MOS-246, 251, 253)

## Viszonylatok

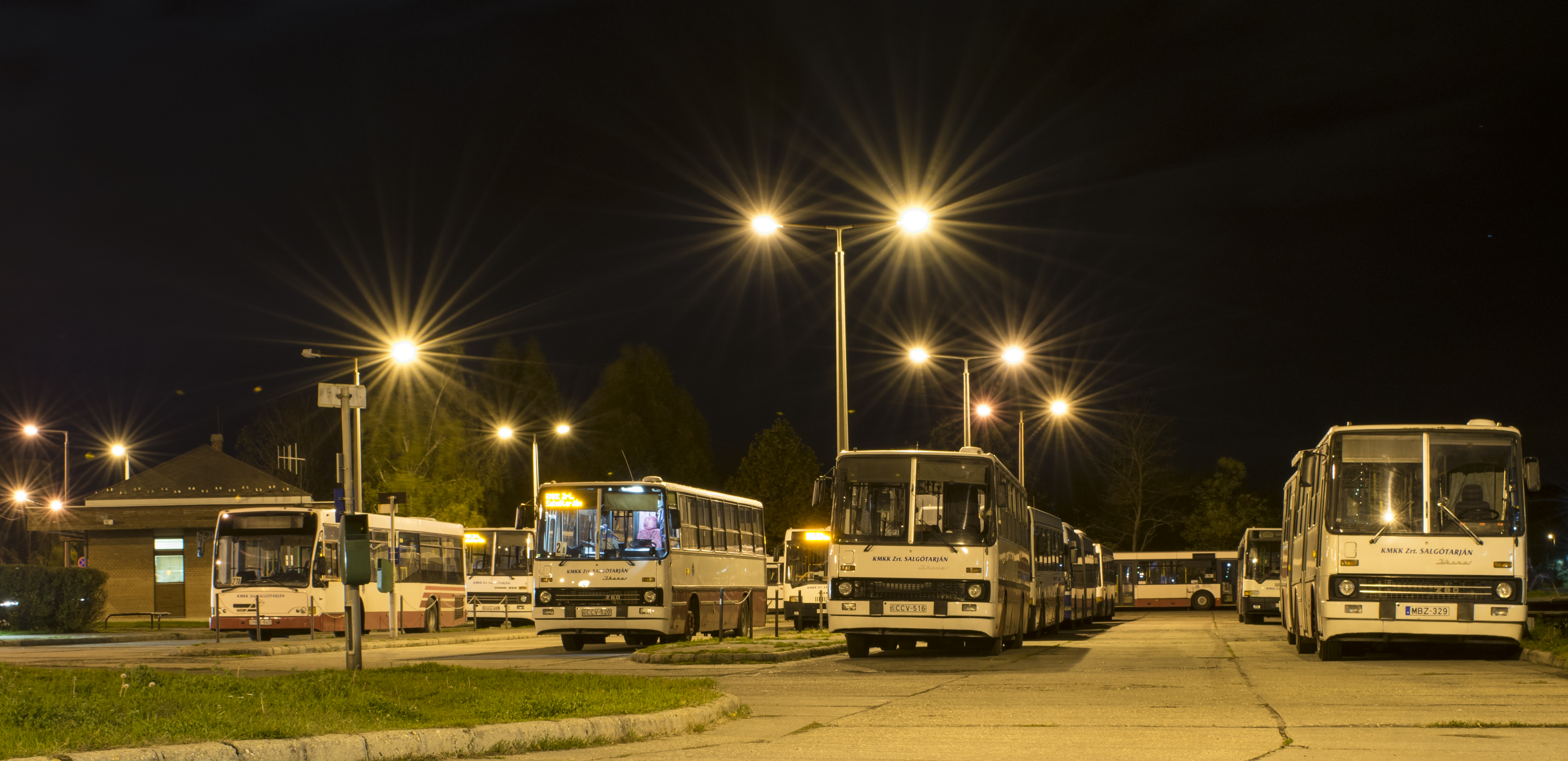
A salgótarjáni helyi járati autóbusz-állomás 2017-ben

A jelenlegi vonalhálózat alapjait az 1997-es átszervezés határozza meg, amely során az 1988-ban "decentralizált" helyi járati hálózatot újra központosították. Az elmúlt években többször is történt nagyobb járatritkítás, a legdraszikusabb 2012 februárjában következett be, a járatokat mint egy 30%-kal ritkították, sok járat megszűnt, illetve a helyi járati flottát is csökkentették, a legtöbb akkor 10 évnél fiatalabb beszerzésű autóbusz kikerült a helyi járati flottából.

### A számozások alapjai
A viszonylatszámokat Salgótarjánban sajátos, de más városokból sem ismeretlen rendszer alapján állapítják meg. A számozás lényege, hogy a különböző városrészek, területek egy adott számjegyhez tartoznak.
| A számozási rendszer | A számozási rendszer                          |
| Szám                 | Városrész, (Köz)terület                       |
| -------------------- | --------------------------------------------- |
| 1                    | Zagyaróna, Rónabánya, Rónafalu                |
| 2                    | Forgáchtelep, Somlyóbánya                     |
| 3                    | Zagyvapálfalva (Gorkij-lakótelep, Hősök útja) |
| 4                    | Baglyasalja                                   |
| 5                    | Idegér, Károlyakna                            |
| 6                    | Beszterce-lakótelep, Camping-telep            |
| 7                    | Fáy András körút (Kemerovó-lakótelep)         |
| 8                    | Szerpentin út (Rokkanttelep)                  |
| 9                    | Kotyháza-telep, Kotyházapuszta, Ipari park    |
| 11                   | Somoskőújfalu, Somoskő, Salgóbánya            |

Ezen szisztematika alapján pl. a Camping telep és a Szerpentin út között közlekedő autóbusz 68-as vagy 86-os jelzéssel látnák el, ha ilyen közlekedne, de létező példáknak ott van pl. a 14-es vagy pl. 58-as busz.
A meghatározott rendszertől természetesen megkülönböztethetőek bizonyos ellenpéldák is. Az egyik ilyen a 10-es busz amely Zagyvapálfalvára (azon belül is a Sugár útra) járt a rendes szisztéma szerint, azonban a Sugár útra 3-as számot tartalmazó autóbuszok is jártak (pl. 63Y, vagy jelenleg a 63S). Mivel a 10-es busz 2012.február 4-én megszűnt, hivatalosan a 10-es számmező jelenleg nincs használatban. Hasonló volt a 70-es busz is amely, ugyan a Bányagépgyárig (ma: Hősök úti forduló) járt, mégsem a megszokott számozást kapta (a rendszer alapján 73-as jelzést kellett volna kapnia). A megszokottól ugyanígy eltér a 13-as és a 19-es buszok számozási rendszere. Előbbi az Ipari parkig jár, ami miatt – ha követnénk a számozási rendszert – 19-es busznak kellene hívni. Azonban a 13-as 2003 előtt a Sugár útra járt, emiatt maradt a 3-as számjegy a viszonylatszámban. A 19-es esetén, mivel Salgóbányáról indul, ildomosabb lenne a 11-es szám használata (119-es busznak kellene hívni, hasonlóan a szintén a 11-es mezőbe tartozó, Somoskőújfaluról induló 113-as buszhoz), azonban a bevezetésekor nem ezt a rendszert követték.
A megszokott számozási rendszer, gyakran szül érdekes viszonylatszámozásokat. Ebbe tartoztak bele az ún. piacos buszok (154, 451, 456) és a 758-as busz. Utóbbi, amíg közlekedett a legnagyobb viszonylatszámmal bíró nappali helyi járati autóbuszvonal volt.
A viszonylatszámok utáni betűk is másképp értelmezendők Salgótarjánban mint a megszokott. Más esetekben a betét vagy betérős járatokat jelölik a különböző ismert betűk, itt a legtöbb esetben az útvonalváltozatokat jelölik a viszonylatszámok után írt betűkkel (pl: 11 – Somoskőújfaluig közlekedő 11-es, 11A – Somoskőig közlekedő 11-es, 11B – Salgóbányáig közlekedő 11-es). A legtöbb "betűzött" viszonylatszáma eddig, a 3-as buszoknak volt (3, 3A, 3B, 3C, 3D, 3E, 3G, 3K, 3Y). Természetesen a betűk jelölhetik a különböző városrészeket, közterületeket, megállókat is (R = Rónabánya, U = Uzoni Iskola, S = Sugár út, T = Somolyóbánya üdülőtelep). Előfordult olyan is, hogy egy betű különböző jelentéssel bírt, különböző járatoknál, pl. a "G" a 3G esetén a Gorkijtelepig közlekedő 3-ast, a 6G esetén pedig a gyorsjáratot jelölte.
1988-ig közlekedet az ún. munkásjáratok amelyeket a viszonylatszám elé helyezett M betűvel különböztettek meg az alapjáratoktól (pl. M1, M4, M6A). Ezen járatok 1988 után alapjárati számozás kaptak, és normál tarifarendszerrel lehetett őket igénybe venni, a korábbi kétszeres viteldíj helyett.

### Jelenlegi viszonylatok
Jelenlegi legfrissebb érvényes menetrend (2018. január 1.) szerint
| Viszonylat | Végállomások                                                                             | Megjegyzés |
| ---------- | ---------------------------------------------------------------------------------------- | --- |
| 1          | Helyi autóbusz-állomás – Zagyvaróna                                                      | |
| 1A         | Zagyvaróna → Uzoni Iskola                                                                | Csak iskolaidőszakban |
| 2A         | Helyi autóbusz-állomás – Somlyóbánya                                                     | |
| 2T         | Helyi autóbusz-állomás – Somlyói forduló                                                 | 1988-ig 2B jelzéssel közlekedett Csak a nyári időszakban közlekedik                                                        |
| 2C         | Somlyó forduló → Füleki úti körforgalom → Helyi autóbusz-állomás                         | Csak hétköznapokon közlekedik, egy kora reggeli indulással.                                                                |
| 3          | Helyi autóbusz-állomás – Hősök út                                                        | 1988-1997 Déli decentrum – BRG – Bányagépgyár                                                                              |
| 3C         | Helyi autóbusz-állomás – Eperjes telep (– Gorkij telep) – Hősök út                       | |
| 4          | Helyi autóbusz-állomás – Baglyasalja                                                     | |
| 4A         | Baglyasalja – Tesco áruház – Hősök út                                                    | Csak iskolaidőszakban |
| 5          | Helyi autóbusz-állomás → Idegér → Helyi autóbusz-állomás                                 | Csak hétvégén közlekedik, egy kora reggeli indulással.                                                                     |
| 6          | Helyi autóbusz-állomás – Camping telep                                                   | Az 1970-es évekig a Csizmadiatelepig (ma:Forgáchtelep) járt                                                                |
| 7          | Helyi autóbusz-állomás → Kórház → Fáy András körút → Losonci út → Helyi autóbusz-állomás | |
| 7A         | Helyi autóbusz-állomás → Kórház → Fáy András körút → Kórház → Helyi Autóbusz-állomás     | |
| 7B         | Helyi autóbusz-állomás → Losonci út → Fáy András körút → Kórház → Helyi autóbusz-állomás | |
| 7C         | Helyi autóbusz-állomás → Losonci út → Fáy András körút → Losonci út → Uzoni Iskola       | |
| 8          | Helyi autóbusz-állomás → Szerpentin út → Helyi autóbusz-állomás                          | |
| 9          | Helyi autóbusz-állomás (– Kotyházapuszta) – Ipari park                                   | A 12:10-es járat az Ipari park → Füleki úti körforgalom → Helyi autóbusz-állomás                                           |
| 11         | Helyi autóbusz-állomás – Somoskőújfalu, országhatár                                      | |
| 11A        | Helyi autóbusz-állomás – Somoskő                                                         | |
| 11B        | Helyi autóbusz-állomás (Somoskőújfalu, országhatár – Somoskő) – Salgóbánya               | |
| 11Y        | Somoskőújfalu, országhatár → Hősök út                                                    | 2017-ig 113-as jelzéssel közlekedett                                                                                       |
| 13         | Zagyvaróna → Ipari park                                                                  | 2003-ig Zagyvaróna → BRG → Sugár út                                                                                        |
| 14         | Zagyvaróna – Baglyasalja                                                                 | |
| 19         | Salgóbánya → Somoskő (→ Somoskőújfalu, országhatár → Kotyházapuszta) → Ipari park        | |
| 27A        | Helyi autóbusz-állomás → Somlyóbánya → Fáy András körút → Helyi autóbusz-állomás         | |
| 36         | Camping telep – Tesco áruház (– Gorkij telep) – Hősök út                                 | 1988-ig M6 jelzéssel közlekedett                                                                                           |
| 46         | Camping telep – Baglyasalja                                                              | |
| 58         | Helyi autóbusz-állomás → Idegér → Szerpentin út → Helyi autóbusz-állomás                 | |
| 61         | Zagyvaróna – Camping telep                                                               | 1988-ig M6A jelzéssel közlekedett gyorsjáratként Korábban Camping telep → Ötvözetgyár, illetve Camping telep → Salgói kapu |
| 63         | Camping telep – Csokonai út – Hősök út                                                   | |
| 63S        | Camping telep (– Tesco áruház) Csokonai út – Sugár út (– Gorkij telep) – Hősök út        | |

### Megszűnt viszonylatok
| Viszonylat | Végállomások                                                                                        | Közlekedés dátuma   | Megszűnés oka, megjegyzés |
| ---------- | --------------------------------------------------------------------------------------------------- | ------------------- | --- |
| 1A         | Helyi Autóbusz-állomás – Ötvözetgyár                                                                | ?–?                 | |
| 1B         | Helyi Autóbusz-állomás – Salgói kapu                                                                | ?-2007              | |
| 1R         | Helyi autóbusz-állomás – Zagyvaróna – Rónabánya                                                     | 2012–2016           | 2016. május 1-jén megszűnt kiadások csökkentése miatt                                                                                          |
| 2          | Északi forduló – Forgáchtelep                                                                       | ?–1997              | 1997-ben megszűnt, helyét az újonnan bevezetett 25-ös busz vette át                                                                            |
| 3A         | Helyi autóbusz-állomás → Sugár út → Eperjes telep → Helyi autóbusz-állomás                          | 1976–1997 2007      | 1997-ig Északi forduló → BRG → Síküveggyár → Eperjes telep →Északi forduló útvonalon közlekedett                                               |
| 3B         | Déli decentrum – VOLÁN központ – Bányagépgyár                                                       | ?–1997              | 1988-ig az Északi fordulóig járt. 1997-ben megszűnt.                                                                                           |
| 3D         | Északi forduló – Déli decentrum                                                                     | 1988–1997           | 1997-ben megszűnt |
| 3E         | Északi forduló – BRG – Bányagépgyár                                                                 | ?–1997              | 1997-ben megszűnt |
| 3G         | Helyi autóbusz-állomás – Eperjes telep – Gorkij telep                                               | 198?–2012           | 1997-ig Északi forduló – VOLÁN központ – Gorkij telep útvonalon közlekedett A 2012. február 4-i járatritkításkor szűnt meg.                    |
| 3K         | Helyi autóbusz-állomás → Sugár út → Füleki úti körforgalom → Sugár út → Helyi autóbusz-állomás      | 2007–2012           | A 2012. február 4-i járatritkításkor szűnt meg.                                                                                                |
| 3Y         | Helyi autóbusz-állomás → Eperjes telep → Sugár út → Helyi autóbusz-állomás                          | 1976–1997 2007      | 1997-ig Északi forduló → Eperjes telep → Síküveggyár → BRG → Északi forduló útvonalon közlekedett                                              |
| 4B         | Déli decentrum – Baglyasalja                                                                        | 1988-1997           | |
| 6G         | Északi forduló – Camping telep                                                                      | 1981-199?           | gyorsjárat |
| 9A         | Helyi autóbusz-állomás – Nagykeresztúr                                                              | ?-2004              | |
| 9B         | Helyi Autóbusz-állomás – Kotyháza – Ipari park                                                      | ?–2012              | 2012. július 1-től a 9-es busszal összevonva közlekedik.                                                                                       |
| 9C         | Ipari park – Eperjes telep – Helyi autóbusz-állomás                                                 | 19??–1997 2013–2014 | 1997-ig Északi forduló – Ipartelep, Közútkezelő                                                                                                |
| 10         | Helyi autóbusz-állomás – Sugár út                                                                   | ?–2012              | 1997-2007 Helyi autóbusz-állomás – ZSE Sporttelep A 2012. február 4-i járatritkításkor szűnt meg.                                              |
| 11C        | Somoskőújfalu, országhatár – Eperjes telep – Ipari park                                             | 2013–2014           | 2013-tól 2014-ig a Tesco-híd lezárása miatt közlekedett egy 9-es és egy 11-es járat összevonásával                                             |
| 13A        | Ötvözetgyár → Volán központ → Bányagépgyár                                                          | ?–2004              | 1988-ig M1 jelzéssel |
| 13C        | Zagyvaróna – Eperjes telep – Ipari park                                                             | 2013–2014           | 2013-tól 2014-ig a Tesco-híd lezárása miatt közlekedett ezzel a jelzéssel a fent említett útvonalon.                                           |
| 15         | Zagyvaróna → Idegér → Zagyvaróna                                                                    | 2001–2012           | A 2012. február 4-i járatritkításkor szűnt meg.                                                                                                |
| 25         | Helyi Autóbusz-állomás → Idegér → Forgách telep → Idegér → Helyi Autóbusz-állomás                   | 1997–2012           | A 2012. február 4-i járatritkításkor szűnt meg.                                                                                                |
| 25A        | Helyi Autóbusz-állomás → Forgách telep → Idegér → Forgách telep → Helyi Autóbusz-állomás            | 1997–2012           | Korábban 25* jelzéssel különböztették meg a menetrendekben, az alapjárati 25-től. A 2012. február 4-i járatritkításkor szűnt meg.              |
| 27         | Helyi autóbusz-állomás → Somlyóbánya → Fáy András körút → Losonci út → Helyi autóbusz-állomás       | 2007–2012           | A 2012. február 4-i járatritkításkor szűnt meg.                                                                                                |
| 31         | Bányagépgyár → Eperjes telep → Salgói Kapu                                                          | ?–?                 | 1988-ig M3 jelöléssel Korábban:Bányagépgyár → Eperjes telep → Ötvözetgyár                                                                      |
| 36C        | Camping telep – Eperjes telep – Hősök út                                                            | 2014–2016           | 2016. május 1-jén megszűnt kiadások csökkentése miatt                                                                                          |
| 37         | Déli decentrum → Kórház → Fáy András körút → Kórház → Déli decentrum                                | 1988–1997           | 1997-ben megszűnt, helyét a 7A busz vette át                                                                                                   |
| 45         | Helyi autóbusz-állomás – Idegér – Baglyasalja                                                       | 2008–2012           | A 2012. február 4-i járatritkításkor szűnt meg.                                                                                                |
| 51         | Helyi autóbusz-állomás – Idegér – Zagyvaróna                                                        | 2012–2016           | 2016. május 1-jén megszűnt kiadások csökkentése miatt                                                                                          |
| 52         | Helyi autóbusz-állomás → Idegér → Somlyóbánya → Helyi autóbusz-állomás                              | 2012–2016           | 2016. május 1-jén megszűnt kiadások csökkentése miatt                                                                                          |
| 57         | Helyi autóbusz-állomás → Idegér → Fáy András körút → Helyi autóbusz-állomás                         | 2012–2016           | 2016. május 1-jén megszűnt kiadások csökkentése miatt                                                                                          |
| 63A        | Helyi autóbusz-állomás → Sugár út → Eperjes telep → Füleki úti körforgalom → Helyi autóbusz-állomás | 1997–2007 2012      | Korábban a Camping telep → Csokonai út → Sugár út → Eperjes telep → Camping telep útvonalon közlekedett                                        |
| 63Y        | Camping telep → Eperjes telep → Sugár út – Csokonai út → Camping telep                              | 1997–2007 2012      | |
| 70         | Fáy András körút → BRG → Síküveggyár → Bányagépgyár                                                 | ?–?                 | 1988-ig M7 jelöléssel |
| 71         | Fáy András körút → Salgói Kapu                                                                      | ?–200?              | 1988-ig M7A jelölésel Korábban:Fáy András körút → Ötvözetgyár                                                                                  |
| 75         | Helyi autóbusz-állomás → Idegér → Fáy András körút → Helyi autóbusz-állomás                         | 2004–2012           | Bizonyos járatok a Helyi autóbusz-állomás → Losonci út → Fáy András körút → Losonci út → Idegér → Helyi autóbusz-állomás útvonalon közlekedtek |
| 154        | Zagyvaróna → Idegér → Baglyasalja                                                                   | 2012–2016           | 2016. május 1-jén megszűnt kiadások csökkentése miatt                                                                                          |
| 451        | Baglyasalja → Idegér → Zagyvaróna                                                                   | 2012–2016           | 2016. május 1-jén megszűnt kiadások csökkentése miatt                                                                                          |
| 456        | Baglyasalja → Idegér → Camping telep                                                                | 2012–2016           | 2016. május 1-jén megszűnt kiadások csökkentése miatt                                                                                          |
| 758        | Helyi autóbusz-állomás → Fáy András körút → Idegér → Szerpentin út → Helyi autóbusz-állomás         | 2012–2016           | 2016. május 1-jén megszűnt kiadások csökkentése miatt                                                                                          |
| M4         | Baglyasalja – Ötvözetgyár                                                                           | ?–1981              | |

## Díjszabás
A helyi járat díjtételeit Salgótarján Megyei Jogú Város Önkormányzata és a Volánbusz között megkötött közszolgáltatási szerződés határozza meg.
A jegyeket az első ajtónál elhelyezett mechanikus lyukasztóval kell érvényesíteni felszállás után.

## Külső hivatkozások
- Nógrád Volán Zrt.
- Volános Oldalak